# 나이트젯
나이트젯(Nightjet, nightjet으로 홍보)은 오스트리아 철도 회사 오스트리아 연방 철도(ÖBB)에서 야간 여객 열차 서비스에 부여한 브랜드 이름이다.
2016년 12월에 시작되어 도이치반이 야간열차 서비스를 중단한다고 발표한 후 일부 시티 나이트 라인(City Night Line) 서비스를 대체했으며, DB가 2016년 12월 11일에 시행한 변경 사항이다.
나이트젯은 오스트리아, 벨기에, 프랑스, 독일, 이탈리아, 네덜란드, 폴란드, 스위스에서 사업을 운영하고 있다. 나이트젯 파트너 레이블로 운영되는 크로아티아, 헝가리, 폴란드, 체코 공화국, 슬로바키아와 슬로베니아에 다른 기차 회사에서 제공하는 서비스가 있다.
나이트젯 열차는 슬리퍼 객차 (나이트젯의 가장 편안한 서비스 범주), 쿠셋 객차와 좌석 객차의 침대를 제공한다. 특정 연결에서는 자동차를 기차로 운송할 수도 있다. 자전거는 자전거 운반용 가방에 넣어 운반하거나 일부 연결부에서는 특수 자전거 랙에 넣어 운반할 수도 있다.
환경 단체들은 야간열차가 유럽에서 장거리를 여행하는 기후 친화적인 방법이기 때문에 야간열차 네트워크를 확장하기로 한 ÖBB의 결정을 환영했다. ÖBB는 승객 수가 증가하고 있다고 선언했으며, 새 객차를 구입하고 기존 객차를 현대화할 계획이다.
2017년에 나이트젯 서비스는 140만 명의 승객을 수송했다. 2018년에는 그 수가 160만 명으로 늘어났다. DB에서 물려받은 다양한 연령대의 42개 이상의 침낭으로 서비스를 운영하고 있다. 2020년 현재 나이트젯 항공기는 160대의 차량으로 구성되어 있다. 공급망 문제와 코로나바이러스 전염병으로 인해 2022년에서 연기된 2023년 여름부터 지멘스에서 33대의 새로운 7량 열차 세트를 주문하여 231대의 차량으로 확장될 것이다.

## 운행 차량

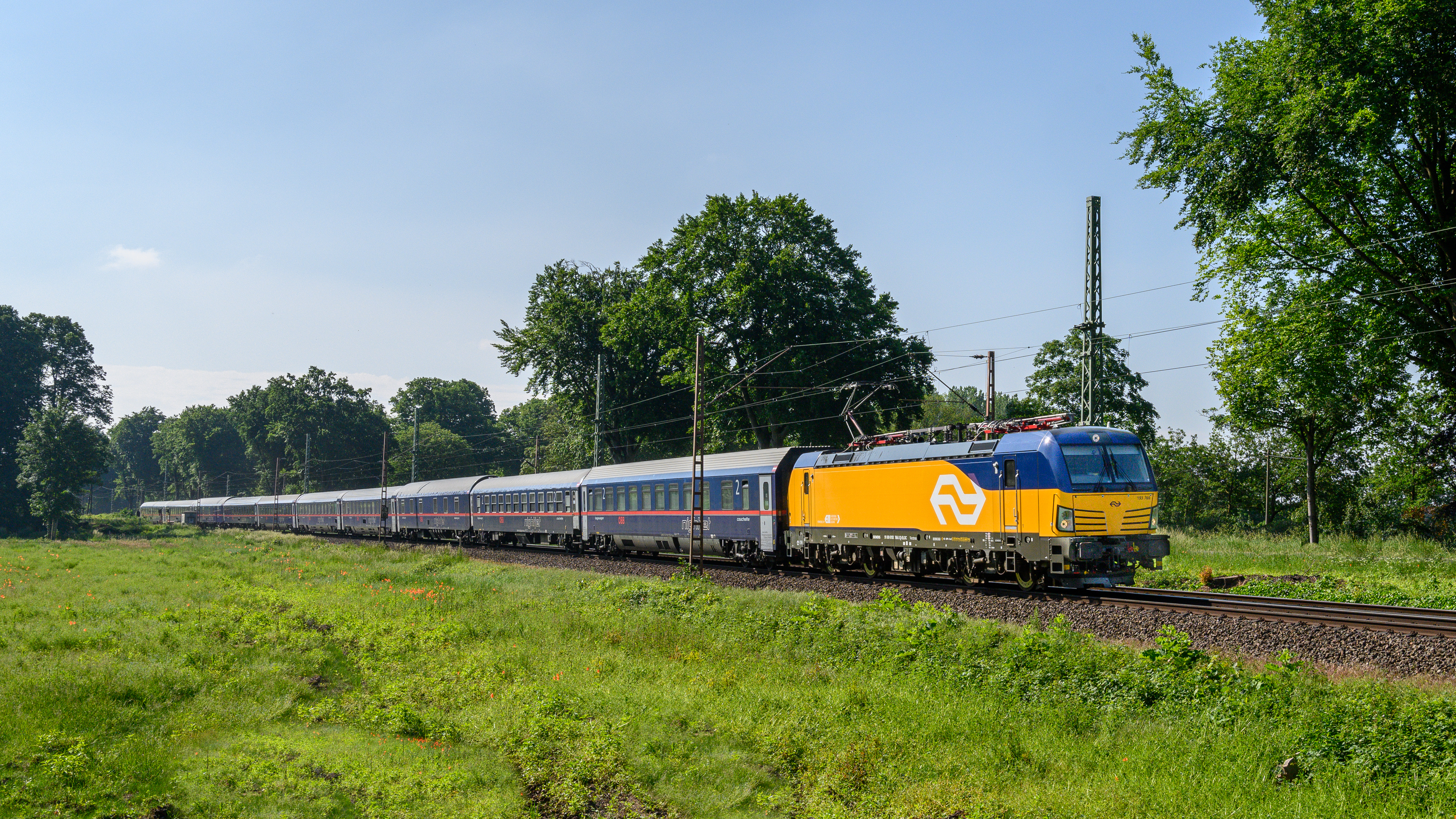
나이트젯 420: 오스트리아에서 암스테르담 센트랄

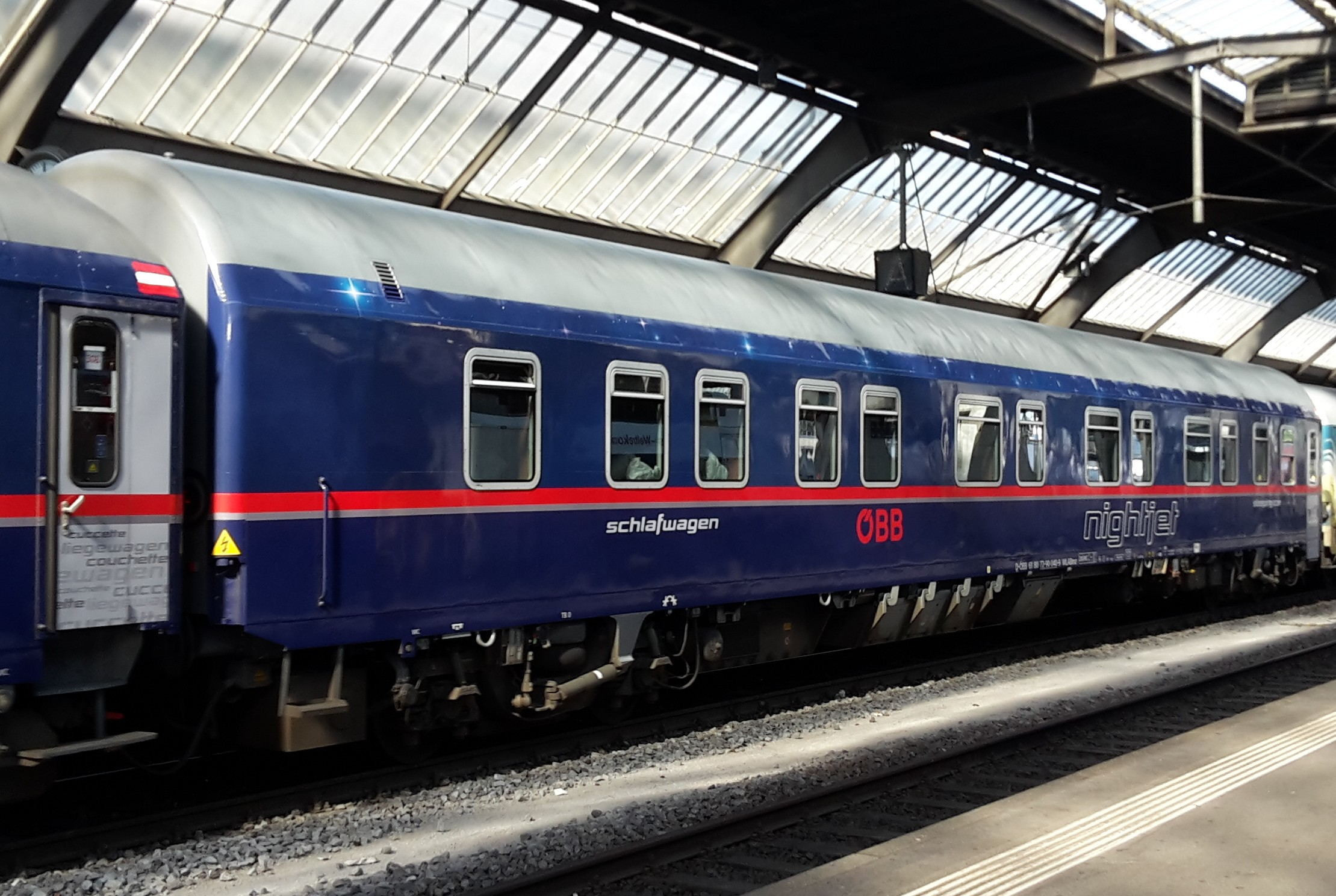
취리히 중앙역에서 나이트젯 침대차

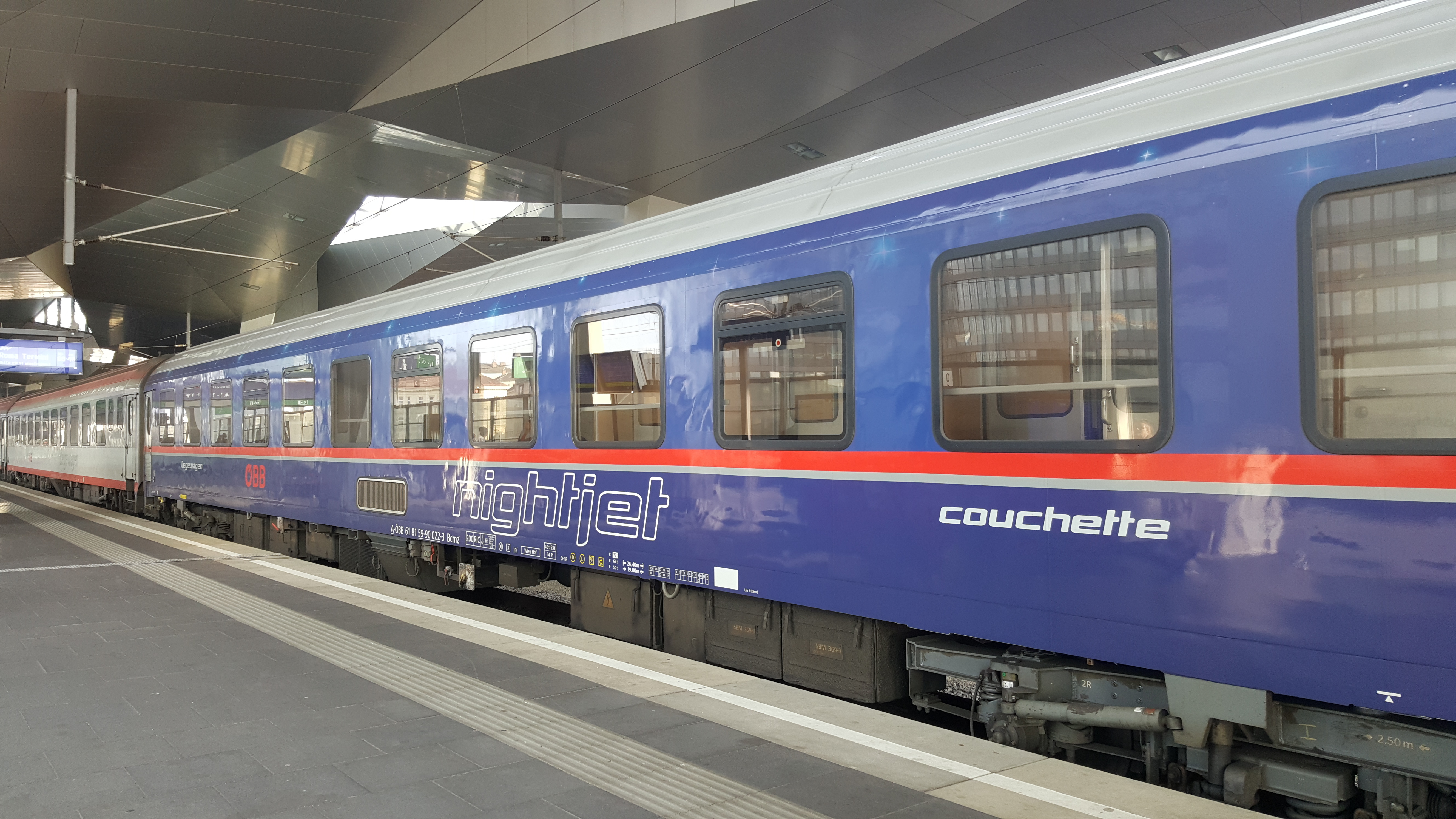
빈 중앙역에서 나이트젯 쿠솃

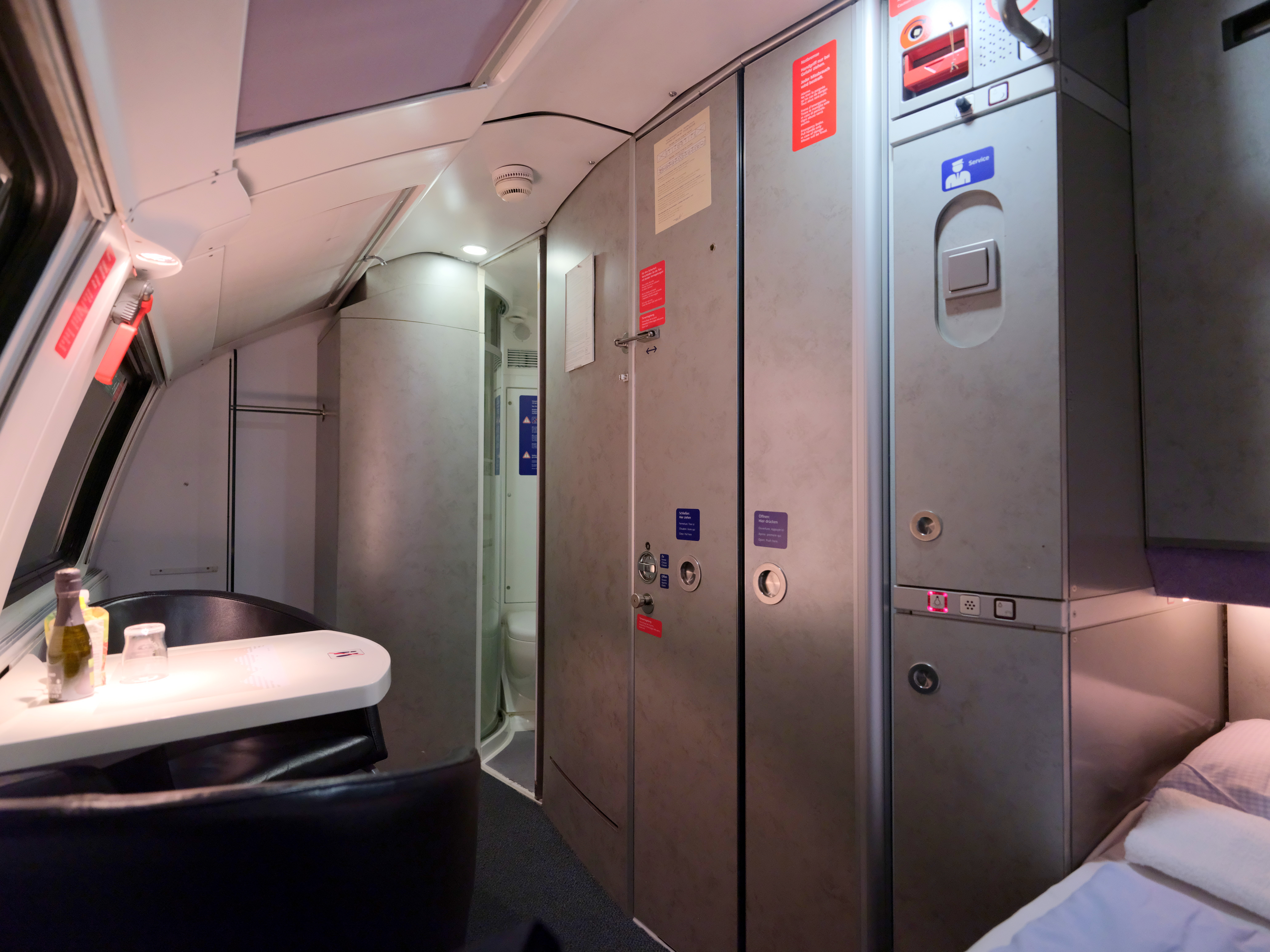
샤워실과 화장실이 있는 싱글/더블 객실

| 차량 번호      | 운행사                | 경유지                                                                     |
| -------------- | --------------------- | -------------------------------------------------------------------------- |
| NJ 446/447     | ÖBB                   | 비엔나 - 린츠 - 인스부르크 - 펠트키르히 - 브레겐츠                         |
| NJ 464/465     | ÖBB                   | 그라츠 - 뢰벤 - 인스부르크 - 펠트키르히 - 취리히                           |
| NJ 466/467     | ÖBB                   | 비엔나 - 린츠 - 잘츠부르크 - 인스부르크 - 취리히                           |
| NJ 468/469     | ÖBB                   | 비엔나 - 린츠 - 잘츠부르크 - 뮌헨 - 카를스루에 - 스트라스부르 - 파리       |
| EN 40414/40465 | HŽ (Nightjet 파트너)  | 자그레브 – 류블랴나 – 필라흐 – 펠트키르히 – 취리히                         |
| NJ 401/40470   | ÖBB                   | 함부르크 - 프랑크푸르트 - 프라이부르크 - 바젤 - 취리히                     |
| NJ 471/470     | ÖBB                   | 베를린 - 프랑크푸르트 - 프라이부르크 - 바젤 - 취리히                       |
| NJ 456/457     | ÖBB                   | 비엔나 - 브로츠와프 - 프랑크푸르트/Oder - 베를린                           |
| NJ 490/491     | ÖBB                   | 비엔나 - 린츠 - 뉘른베르크 - 하노버 - 함부르크                             |
| NJ 40490/40421 | ÖBB                   | 비엔나 - 린츠 - 뉘른베르크 - 프랑크푸르트 - 쾰른 - 뒤셀도르프 - 암스테르담 |
| NJ 420/421     | ÖBB                   | 인스부르크- 뮌헨 - 프랑크푸르트 - 쾰른 - 뒤셀도르프 - 암스테르담           |
| NJ 50490/425   | ÖBB                   | 비엔나 - 린츠 – 뉘른베르크 – 쾰른 – 브뤼셀                                 |
| NJ 40420/40491 | ÖBB                   | 인스부르크 - 뮌헨- 뉘른베르크 - 하노버- 함부르크                           |
| EN 462/463     | MÁV (Nightjet 파트너) | 부다페스트 – 비엔나– 린츠 – 잘츠부르크 - 뮌헨                              |
| EN 40476/40457 | MÁV (Nightjet 파트너) | 부다페스트- 브라티슬라바- 베를린                                           |
| NJ 40233/40294 | ÖBB                   | 비엔나 - 빌라흐 - 볼로냐 - 플로렌스 - 로마                                 |
| NJ 233/235     | ÖBB                   | 비엔나 - 빌라흐 - 베로나 - 밀라노                                          |
| NJ 40466/236   | ÖBB                   | 비엔나 - 린츠 - 잘츠부르크 - 빌라흐 - 우디네 - 베니스                      |
| NJ 1237/1234   | ÖBB                   | 비엔나 - 빌라흐 - 볼로냐 - 플로렌스 - 피사 - 리보르노                      |
| EN 1253/1252   | ZSSK                  | 브라티슬라바- 비엔나 - 그라츠 - 자그레브 - Split                           |
| NJ 295/294     | ÖBB                   | 뮌헨 - 잘츠부르크 - 빌라흐 - 볼로냐 - 플로렌스 - 로마                      |
| NJ 40295/40235 | ÖBB                   | 뮌헨 - 잘츠부르크 - 빌라흐 - 베로나 - 밀라노                               |
| NJ 40463/40236 | ÖBB                   | 뮌헨 - 잘츠부르크 - 빌라흐 - 우디네 - 베니스                               |
| EN 50463/498   | HŽ (Nightjet 파트너)  | 뮌헨 – 류블랴나 – 자그레브                                                 |
| EN 60463/480   | HŽ (Nightjet 파트너)  | 뮌헨 – 오파티야 – 리예카                                                   |
| EN 40456/407   | PKP (Nightjet 파트너) | 비엔나 – 크라쿠프 – 바르샤바                                               |
| EN 50467/50466 | ČD (Nightjet 파트너)  | 취리히 – 펠트키르히– 린츠 - 체스케부데요비체 - 프라하                      |